# زیست‌مولکول
زیست‌مولکول (به انگلیسی: Biomolecule) مولکولی است که توسط یک جاندار یا سامانهٔ زنده ساخته می‌شود که همگی ترکیباتی آلی می‌باشند، و شامل درشت مولکول‌هایی مانند پروتئین‌ها، کربوهیدرات، لیپیدها و نوکلئیک اسیدها و نیز مولکول‌های کوچک مانند اجزای شرکت‌کننده در سوخت‌وساز سلولی اعم از متابولیت‌های اولیه و متابولیت‌های ثانویه و نیز محصولات ساخته‌شده طبیعی می‌باشد. در واقع نام عمومی‌تر این ترکیبات؛ مواد با منشأ زیستی است.
هر چند اکنون می‌دانیم که در موجودات زنده چیزی وجود ندارد که از قوانین شیمی و فیزیک تبعیت نکند، با این وجود، زیست شیمی در واقع یک گونه ویژهٔ شیمی است. نخست اینکه بیشتر بر پایهٔ ترکیبات کربن‌دار است و علم مطالعهٔ آن شیمی آلی نامیده می‌شود. دوم اینکه تقریباً به‌طور انحصاری به واکنش‌های شیمیایی که در محیط آبی یا محلول آبی و در محدودهٔ نسبتاً باریکی از درجه حرارتها انجام می‌شوند، وابسته است. سوم اینکه بسیار پیچیده می‌باشد، به‌طوریکه حتی ساده‌ترین سلول به لحاظ شیمیایی بسیار پیچیده‌تر از هر سامانه شناخته شدهٔ دیگری می‌باشد. چهارم اینکه به‌وسیلهٔ مجموعه‌ای از مولکول‌های پلیمری، هماهنگ و دقیق می‌شوند؛ این مولکول‌های پلیمری حاصل زنجیرهای از زیرواحدهای شیمیایی می‌باشند که انتها به انتها به هم متصل شده‌اند. ویژگی‌های منحصر به فرد این مولکول‌ها، جانداران و سلول‌ها را به رشد و تولید مثل و همچنین انجام دیگر اعمال ویژهٔ حیات قادر می‌سازد. بیومولکول یا مولکول بیولوژیکی اصطلاحی است که برای مولکول‌های موجود در ارگانیسم‌ها که برای یک یا چند فرایند معمولی بیولوژیکی ضروری هستند، مانند تقسیم سلولی، مورفوژنز یا توسعه‌های شیمیایی، استفاده می‌شود. بیومولکول‌ها شامل متابولیت‌های اولیه هستند که درشت مولکول‌های بزرگ (یا پلی الکترولیت‌ها) مانند پروتئینها، کربوهیدرات‌ها، لیپیدها و اسیدهای نوکلئیک و همچنین مولکول‌های کوچک مانند ویتامین‌ها و هورمون‌ها هستند. نام عمومی تر این دسته از مواد، مواد بیولوژیکی است. بیومولکول‌ها عنصر مهمی از موجودات زنده هستند، آن بیومولکول‌ها اغلب درون‌زا هستند و در داخل ارگانیسم تولید می‌شوند، اما موجودات زنده معمولاً برای زنده ماندن به مولکول‌های زیستی برون‌زا، به عنوان مثال برخی مواد مغذی نیاز دارند.